# Josip Iličić
Josip Iličić (ur. 29 stycznia 1988 w Prijedorze) – słoweński piłkarz pochodzenia chorwackiego grający na pozycji napastnika/pomocnika w słoweńskim klubie NK Maribor oraz w reprezentacji Słowenii.

## Życiorys
Urodził się w 1988 roku na terenie dzisiejszej Bośni i Hercegowiny w rodzinie bośniackich Chorwatów z okolic Sanskiego Mostu. Będąc dzieckiem, wyjechał tuż przed wojną domową wraz z matką Aną i bratem do rodziny w Słowenii. Zamieszkali w Kranju. Powodem wyprowadzki był rozwód Any z ojcem Josipa i ciężka sytuacja bytowa rodziny. Treningi piłkarskie rozpoczął w miejscowym NK Triglav. Następnie był juniorem NK Britof. W 2007 roku został piłkarzem SC Bonifika, a rok później odszedł do stołecznego Interblocku Lublana. W ciągu dwóch sezonów spędzonych w tym klubie rozegrał 55 meczów ligowych, w których zdobył 12 bramek. 1 lipca 2010 został piłkarzem NK Maribor. W jego barwach zdążył rozegrać 5 meczów ligowych, po czym 27 sierpnia tego samego roku odszedł do włoskiego US Città di Palermo. W rozgrywkach Serie A zadebiutował 12 września 2010 w przegranym 2:3 meczu przeciwko Brescia Calcio. Pierwszego ligowego gola zdobył natomiast równo tydzień później w przegranym 1:2 meczu spotkaniu Interowi Mediolan. 23 lipca 2013 został piłkarzem ACF Fiorentina. Kwota odstępnego wyniosła około 9 milionów euro.
Nigdy nie rozważał reprezentowania Chorwacji, gdyż całe życie spędził w Słowenii i jest związany emocjonalnie wyłącznie z tym krajem. W seniorskiej reprezentacji Słowenii zadebiutował 11 sierpnia 2010 w wygranym 2:0 meczu przeciwko Australii.

## Statystyki
| Sezon     | Klub                | Liga     | Mecze | Gole |
| --------- | ------------------- | -------- | ----- | ---- |
| 2008/2009 | NK Interblock       | Prva SNL | 27    | 9    |
| 2009/2010 | NK Interblock       | Prva SNL | 28    | 3    |
| 2010/2011 | NK Maribor          | Prva SNL | 5     | 1    |
| 2010/2011 | US Città di Palermo | Serie A  | 34    | 8    |
| 2011/2012 | US Città di Palermo | Serie A  | 33    | 2    |
| 2012/2013 | US Città di Palermo | Serie A  | 31    | 10   |
| 2013/2014 | ACF Fiorentina      | Serie A  | 21    | 3    |
| 2014/2015 | ACF Fiorentina      | Serie A  | 25    | 8    |
| 2015/2016 | ACF Fiorentina      | Serie A  | 30    | 13   |
| 2016/2017 | ACF Fiorentina      | Serie A  | 30    | 5    |
| 2017/2018 | Atalanta BC         | Serie A  | 31    | 11   |
| 2018/2019 | Atalanta BC         | Serie A  | 31    | 12   |
| 2019/2020 | Atalanta BC         | Serie A  | 26    | 15   |
| 2020/2021 | Atalanta BC         | Serie A  | 28    | 6    |
| 2021/2022 | Atalanta BC         | Serie A  | 20    | 3    |

(aktualne na dzień 6 września 2022)